# Johann Lepenant
Johann Lepenant, né le 22 octobre 2002 à Granville, est un footballeur français qui évolue au poste de milieu de terrain au FC Nantes.

## Biographie

### Jeunesse et formation
Né à Granville (Manche), Johann Lepenant commence le football à l'âge de 7 ans à l'US Granville, le club de sa ville natale. Rapidement surclassé, il intègre le pôle « Espoir » de Ploufragan, où ses qualités comme milieu de terrain attirent l’œil de nombreux clubs professionnels. Il rejoint finalement le centre de formation du Stade Malherbe Caen, où il entame une progression régulière. Toujours surclassé, il signe un premier contrat professionnel de trois ans avec le club normand en 2019, devenant ainsi l'un des plus jeunes joueurs professionnels de l'histoire du club.

### Débuts professionnels à Caen (2020-2022)
Lors de la saison 2020-2021, il intègre définitivement le groupe professionnel. Il commence par s'entraîner avec les professionnels mais joue avec la réserve le week-end avec laquelle il impressionne.
Il fait ses débuts en Ligue 2 contre Rodez à l'occasion de la troisième journée de Ligue 2. Il entre en jeu en fin de match à la 89e minute et remplace Nicholas Gioacchini. Il connaît sa première titularisation avec son club formateur le 20 janvier 2021 à Guingamp lors des seizièmes de finale de la Coupe de France (3-1),. Puis, trois jours plus tard, il est titularisé pour la première fois en championnat encore face une fois face à Rodez lors du match retour par Pascal Dupraz, son entraîneur. Pendant la phase retour, il s'impose comme un titulaire régulier en championnat, alors que l’équipe connaît une saison cauchemardesque et ne se sauve de la relégation qu'à la dernière journée. Il est par ailleurs nommé « Rookie de l'année » en Ligue 2. Il confirme ses aptitudes la saison suivante avec le nouvel entraîneur caennais, Stéphane Moulin, qui ne le sort plus du onze titulaire et ne tarit pas d’éloge sur lui,.

### Olympique lyonnais (2022-2024)
Le 22 juin 2022, alors qu'il ne lui reste qu'une année de contrat à Caen et qu'il ne souhaite pas prolonger, il est officiellement transféré à l'Olympique lyonnais, club de Ligue 1, contre une indemnité de 4,25 millions d'euros, auxquels s'ajoutent 2,5 millions de bonus et un intéressement à la revente. Il y signe un contrat de cinq ans.
Il joue son premier match avec son nouveau club lors de la première journée de Ligue 1, face à l'AC Ajaccio. Il est titulaire, joue l'ensemble du match et l'OL s'impose 2 à 1. Titularisé au poste de milieu défensif, il réalise un très bon premier match, ce qui lui permet d'être à nouveau aligné en tant que titulaire par Peter Bosz les matchs suivants.

### FC Nantes (2024-)
Le 10 août 2024, il est prêté au FC Nantes. Son prêt comprend une option d'achat de 2,5 millions d'euros. Après six matchs de championnat, pendant lesquels il marque deux buts et offre une passe décisive, le club nantais confirme son intention de lever l'option, qui est automatique s'il maintient un taux de titularisation d'au moins 50%.
Le 2 juillet 2025, Lepenant s’engage définitivement au FC Nantes jusqu’en 2029.

### En sélection
Lepenant est régulièrement appelé dans les catégories de son âge en équipe de France.
Avec les moins de 17 ans, il participe au championnat d'Europe des moins de 17 ans en 2019. Lors de cette compétition organisée en Irlande, il joue trois matchs de phase de poule. Il se met en évidence en délivrant une passe décisive contre la Suède. La France s'incline en demi-finale face à l'Italie. Il dispute quelques mois plus tard la Coupe du monde des moins de 17 ans qui se déroule au Brésil. Lors du mondial junior, il joue trois matchs. La France se classe troisième du mondial, en battant les Pays-Bas lors de la petite finale.
Il participe ensuite à la Coupe du monde avec l'équipe de France des moins de 18 ans en 2019. Il joue trois matchs dont deux en tant que titulaire.
En 2021, il est appelé pour la première fois avec l'équipe de France des moins de 20 ans avec laquelle il joue son premier match le 7 octobre 2021 contre la Tunisie lors d'un match amical. L'année suivante il participe au Tournoi Maurice-Revello que la France remporte. Il joue tous les matchs du tournoi et est notamment titulaire durant la finale remportée par la France face au Venezuela (2-1),. Il remporte ainsi le premier trophée de sa carrière.
En mars 2023, Johann Lepenant est pour la première fois convoqué par Sylvain Ripoll pour participer à deux matchs amicaux avec l'équipe de France espoirs. Il honore sa première sélection face à l'Angleterre espoirs (défaite 4-0),. Lors de sa deuxième sélection face au Danemark en amical en septembre 2023, il marque son premier but en espoirs en ouvrant le score d'une frappe enroulée du droit à la 24e minute (victoire 4-1).
Le 21 juillet 2024, il est appelé à la dernière minute par le sélectionneur Thierry Henry, pour participer avec l'équipe de France olympique au tournoi masculin des Jeux olympiques de Paris à la suite du départ de Lesley Ugochukwu. Initialement réserviste, Lepenant est titularisé lors du troisième match de groupe contre la Nouvelle-Zélande. Johann Lepenant obtient la médaille olympique d'argent après la finale perdue contre l'Espagne (3-3 puis défaite 3-5 en prolongation),.
En juin 2025, il est sélectionné pour participer à l'Euro espoirs. 

## Style de jeu
Milieu de terrain axial défensif, Lepenant brille par son endurance, sa facilité technique et sa « science » du jeu qui lui permet de récupérer de nombreux ballons.

## Vie privée
Johann Lepenant est issu d'une famille de footballeurs : son père Ludovic est éducateur des équipes de jeunes à l'US Granville, son frère cadet Tom Lepenant évolue avec les équipes de jeunes du Stade Malherbe.

## Statistiques
| Saison                | Club                  | Championnat           | Championnat | Championnat | Championnat | Coupe(s) nationale(s) | Coupe(s) nationale(s) | Coupe(s) nationale(s) | Total | Total | Total |
| Saison                | Club                  | Division              | M.          | B.          | P.d.        | M.                    | B.                    | P.d.                  | M.    | B.    | P.d.  |
| 2020-2021             | SM Caen               | Ligue 2               | 19          | 0           | 0           | 2                     | 0                     | 0                     | 21    | 0     | 0     |
| 2021-2022             | SM Caen               | Ligue 2               | 35          | 0           | 1           | -                     | -                     | -                     | 35    | 0     | 1     |
| Sous-total            | Sous-total            | Sous-total            | 54          | 0           | 1           | 2                     | 0                     | 0                     | 56    | 0     | 1     |
| 2022-2023             | Olympique lyonnais    | Ligue 1               | 31          | 1           | 2           | 3                     | 0                     | 0                     | 34    | 1     | 2     |
| 2023-2024             | Olympique lyonnais    | Ligue 1               | 6           | 0           | 0           | -                     | -                     | -                     | 6     | 0     | 0     |
| Sous-total            | Sous-total            | Sous-total            | 37          | 1           | 2           | 3                     | 0                     | 0                     | 40    | 1     | 2     |
| 2024-2025             | FC Nantes (prêt)      | Ligue 1               | 29          | 2           | 1           | 2                     | 0                     | 0                     | 31    | 2     | 1     |
| Total sur la carrière | Total sur la carrière | Total sur la carrière | 120         | 3           | 4           | 7                     | 0                     | 0                     | 127   | 3     | 4     |

## Palmarès

### En équipe nationale
- France -20
  - Vainqueur du Tournoi Maurice-Revello en 2022[18]

- France olympique :
  -  Vice-champion aux Jeux olympiques de 2024.

## Décorations
- Chevalier de l'ordre national du Mérite (décret du 23 septembre 2024)[30]